# Riparbella
Riparbella és un municipi situat al territori de la província de Pisa, a la regió de la Toscana, (Itàlia).
Riparbella limita amb els municipis de Castellina Marittima, Cecina, Chianni, Lajatico, Montecatini Val di Cecina i Montescudaio.

## Galeria

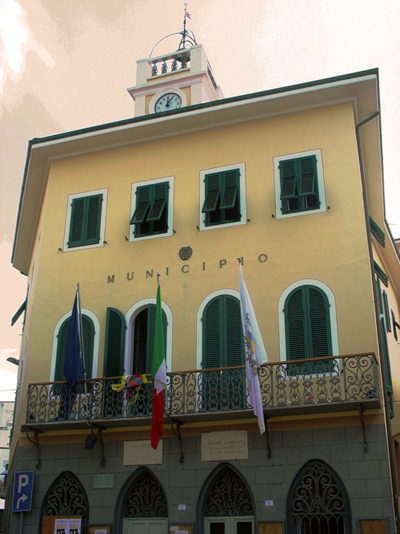
Ajuntament
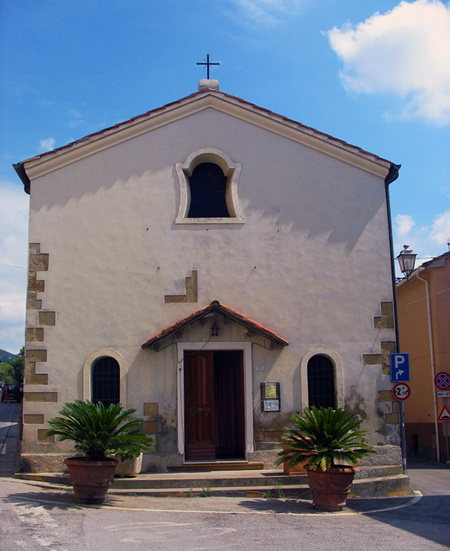
Església de la MdD. de les Gràcies
Localització del municipi a la prov. de Pisa